# Aïn Sekhouna
Ain Sekhouna là một đô thị thuộc tỉnh Saïda, Algérie. Dân số thời điểm năm 2002 là 5.725 người.